# Friedensflotte mirno more

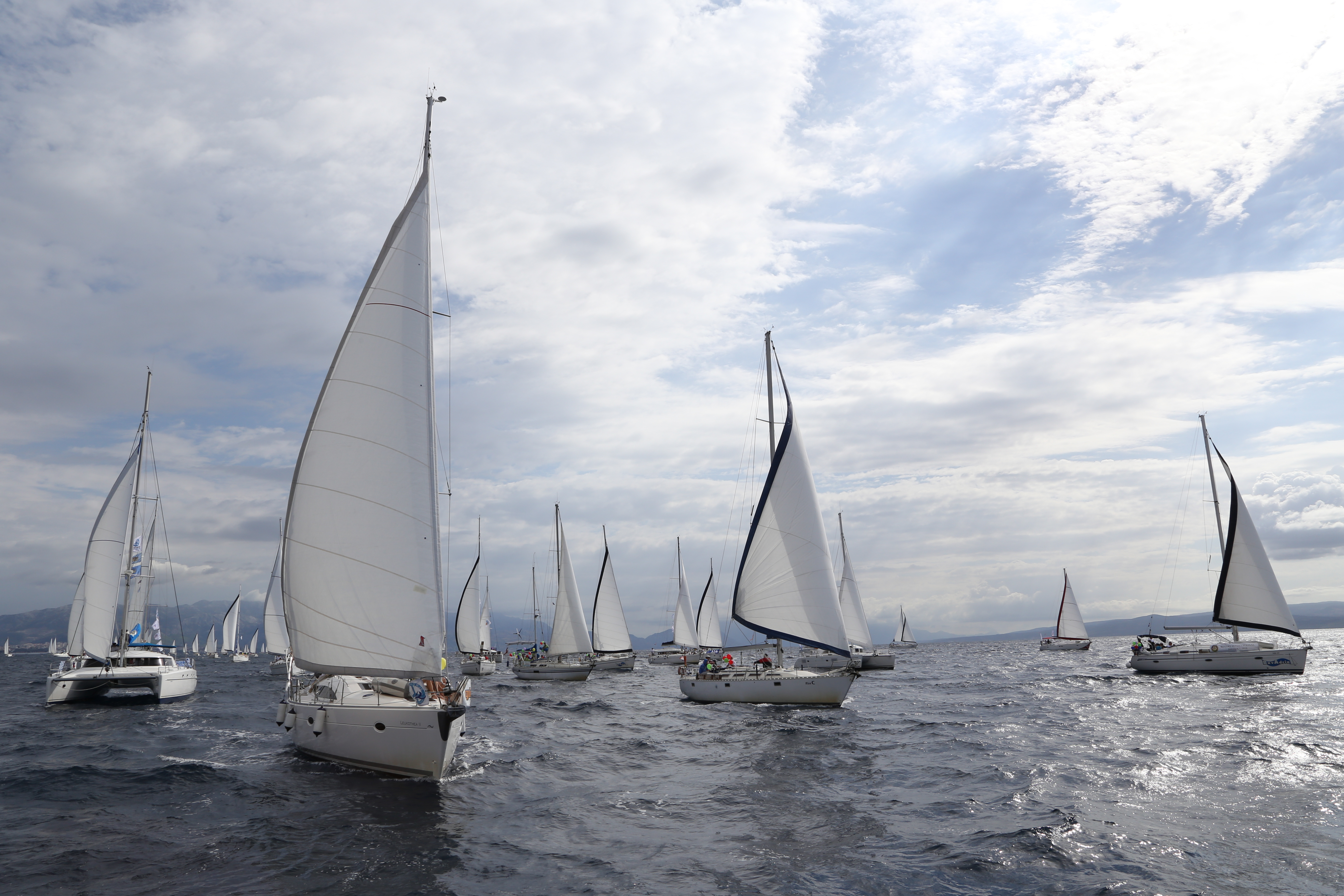
Formationsfahrt der friedensflotte mirno more 2013

Die friedensflotte mirno more ist eine vom gemeinnützigen österreichischen Verein „mirno more – Verein für sozialpädagogische Friedensprojekte“ seit 1994 jedes Jahr immer in der dritten Septemberwoche stattfindende organisierte Sternfahrt von Segelschiffen. Der Sitz des Vereins ist in Kritzendorf. Die Bezeichnung kroatisch mirno more ist der Gruß und Glückwunsch der Seefahrer Dalmatiens und bedeutet übersetzt so viel wie friedliches Meer und die friedensflotte mirno more steht seit 1994 für Toleranz, Integration und ein friedliches Miteinander und ist das größte Segelprojekt für sozial benachteiligte Kinder und Jugendliche.

## Geschichte
Der Verein und seine Partnerorganisationen organisieren im Bereich Jugend- und Sozialarbeit eine jährliche Segelwoche mit dem Titel friedensflotte mirno more, um Kindern und Jugendlichen aus schwierigen sozialen Verhältnissen durch die Projektwoche einen positiven Impuls in ihrer Entwicklung zu geben. Mit der erstmaligen Durchführung der Friedensflotte im Jahr 1994 wollte man den Kriegshandlungen im ehemaligen Jugoslawien eine konkrete Friedensinitiative entgegensetzen. Unter dem Motto „Werft alle Vorurteile über Bord und lebt zusammen auf einem Schiff“ entwickelte sich das Projekt in den letzten Jahren von 17 auf 1000 Kinder und Jugendliche, die jedes Jahr an der Flotte teilnehmen, bzw. von 3 auf mehr als 100 Schiffe, die mit ihrer Besatzung – bestehend aus Kindern – die Flotte ausmachen. 2008 bestand die Flotte bereits aus 102 Schiffen mit 950 Teilnehmern aus 18 Nationen, und im September 2010 erhielt dieses größte Segelprojekt für sozial benachteiligte Kinder die international höchstmögliche Würdigung, im Rahmen eines offiziellen persönlichen Empfangs durch UNO-Generalsekretär Ban Ki-moon. Die friedensflotte mirno more findet in der kroatischen Adria statt und aufgrund der gewachsenen Anzahl an Schiffen wird die Friedensflotte seit 2006 als Sternfahrt durchgeführt. Dadurch soll einerseits die Zeit für die pädagogische Arbeit innerhalb der Crews gegeben sein und andererseits aber noch genug Zeit für den Austausch innerhalb der gesamten Flotte.
Seit 2003 gibt es im Sinne der Verbreitung dieser Idee Partnervereine in Österreich (Friedensflotte mirno more Salzburg), Deutschland (Friedensflotte mirno more Bayern, Friedensflotte mirno more Nürnberg), Slowenien (Mirno morje Slovenija), Kroatien (Mirno more Čakovec, Mirno more Varaždin, Mirno more Kaštela usw.), Bosnien (Mirno more BiH) und Serbien (Flora mira mirno more Srbija). Im Jahr 2010 zählte man ungefähr 100 Schiffe, die am Projekt teilnahmen. Im Rahmen der Bootmesse Tulln im Jahr 2011 stellte Winkler eine Erweiterung des Projekts vor, das die Gründung von Tochterprojekten als Social-Franchise-Netzwerk vorsieht.

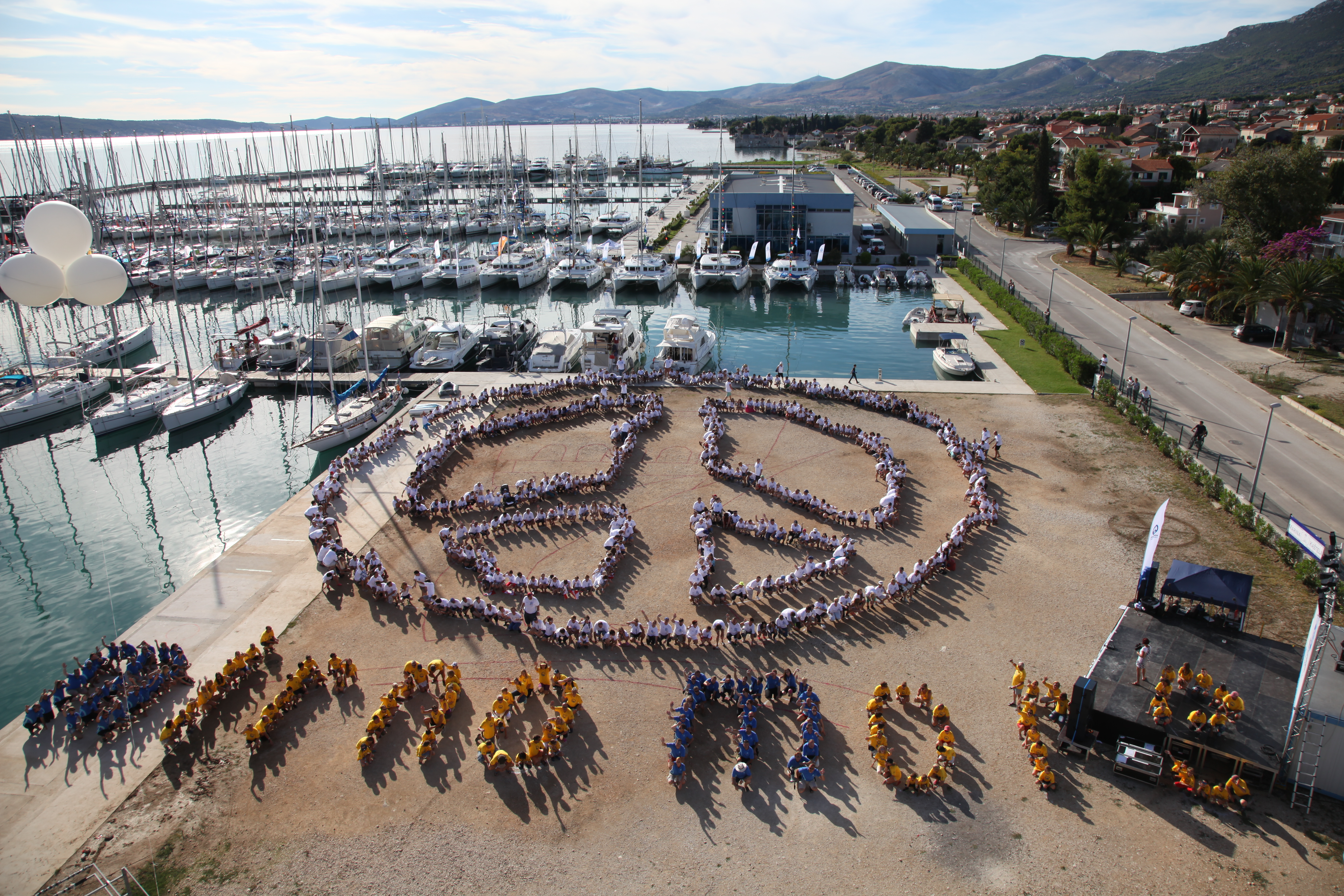
Friedensflotte mirno more 2013 in Kaštel Gomilica bei Split (September 2013).

„100 Schiffe unter der Friedensflagge – an Bord unsere Kinder und unsere Hoffnung auf eine friedliche Zukunft.“

„Die friedensflotte steht für eine stetige Initiative zum Aufbau einer übergreifenden europäischen Gesellschaft. In diesem Jahr wurde mit dem Beitritt Kroatiens zur EU auch in diesem Sinnbild ein wichtiger Schritt und ein Meilenstein in Übereinstimmung mit dem Idealbild der friedensflotte erreicht.“

„Ich bin sehr beeindruckt von der vielen freiwilligen, hochprofessionellen Arbeit, die in diesem Projekt steckt. Ich wünsche allen Beteiligten, vor allem den zahlreichen Kindern und Jugendlichen und ihren BetreuerInnen, gutes Gelingen und viele schöne gemeinsame Erlebnisse in dieser Woche.“

„Zu sehen wie die Kinder und Jugendlichen zusammen kommen, wie sie sich anfreunden und Zeit miteinander verbringen, wie sie spielen und tanzen, … egal was sie machen, in ihren Gesichtern ist immer ein Lächeln zu sehen. Und das ist so schön! Ich bin froh, ein Teil dieses Projekts und des Teams sein zu dürfen.“

## Teilnehmer
Die Teilnehmer der Friedensflotte umfassen sozial benachteiligte Kinder und Jugendliche aus unterschiedlichen Verhältnissen, vor allem aber aus Kinderheimen, SOS-Kinderdörfern, begleiteten und betreuten Sozialwohngemeinschaften und der Jugendamtsbetreuung. Ein Drittel der Teilnehmer ist ausländischer Herkunft, wobei auch zahlreiche Flüchtlinge, Kriegswaisen und Heimatvertriebene aus den Balkanländern unter ihnen sind. Außerdem nehmen seit dem Jahr 2000 auch Teilnehmer mit mehrfachen Behinderungen geistiger und körperlicher Natur teil.
Für sozial benachteiligte Kinder und Jugendliche bietet die Friedensflotte ein breites Lernfeld. Beim Segeln einen Beitrag für die Crew leisten, Stärken und Schwächen erfahren, Begegnungen mit anderen, internationalen Besatzungen mit fremder Sprache, auch Menschen mit Behinderung, sind häufig völlig neue Erfahrungen und Herausforderungen, die zu meistern sind. Gemeinsam auf der Seekarte den Kurs planen, zusammen Segel setzen, einer unbekannten Insel entgegenzusteuern und gemeinsam den Sonnenaufgang in einer einsamen Bucht erleben – das sind Erlebnisse, die Kinder und Jugendliche zu einem Team zusammenschweißen und positiv prägen.